# Synemosyna formica
Synemosyna formica là một loài nhện trong họ Salticidae.
Loài này thuộc chi Synemosyna. Synemosyna formica được Nicholas Marcellus Hentz miêu tả năm 1846.